# Drežnica
Drežnica (italijansko Dresenza Picco) je naselje v Občini Kobarid, od naselja Kobarid je oddaljena 6 km. Po štetju 2002 ima 256 prebivalcev. Leži na nadmorski višini okoli 560 metrov. Vas je razdeljena na Gorénji in Dolénji konec. Mimo vasi tečeta potoka Stópica in Ročíca.
Naselje leži na terasi in je z vseh strani obdano z visokimi hribi: na vzhodu Planica in Kožljak, na severovzhodu Krn (2245 m), na severu greben Krnčice (2142 m), na severozahodu greben Polovnika s Krasjim vrhom (1773 m), Velikim vrhom (1774 m) in Pirhovcem (1660 m) ter drugimi; na jugu Volnik (793 m) in Ozben (776 m).
Na zahodni strani se terasasta dolina odpira proti Stolu (1673 m), od katerega ga deli Soča, ki se prav tu, pri Kobaridu, izvije iz soteske v širšo dolino.
Drežnica ima značilno arhitekturno podobo. Hiše so zidane, nadstropne - kobariškega tipa in pogosto obrasle z vinsko trto beníko. Hiša je običajno ločena od gospodarskega poslopja, hlev za živino se pogosto nahaja pod stanovanjskimi prostori. Po travnikih in senožetih stojijo seniki, imenovani hlevi in dvojni kozolci - stogi.
Prebivalci, če niso zaposleni v dolini, se pretežno ukvarjajo s kmetijstvom. Na njivah gojijo krompir, fižol, krmne rastline, na pobočjih in v strmem svetu pa so travniki in sadno drevje (hruške, slive, jablane), senožeti in pašniki. V gorah so še žive planine Zaprikràj (1208 m) in Zaplèč (1200 m). 

## Cerkev Srca Jezusovega
Do začetka 20. stol. je v Drežnici stala cerkev sv. Jurija, ki so jo porušili in na njenem mestu zgradili novo.
Gradnja današnje cerkve se je začela leta 1911, končana in blagoslovljena je bila 1912. Med ofenzivami na Soški fronti (I. sv. vojna) je cerkev ostala nepoškodovana.
Cerkev je triladijska stavba s pročeljem in vhodnim stopniščem. Dolga je 40 m, osrednja ladja je visoka 21 m. Zvonik je bil najprej pozidan le 26 m visoko, leta 1986 pa so ga dokončali in je visok 52 metrov. Stavba je zelo razčlenjena, s številnimi biforami in triforami, z izredno členjenim zvonikom, z romanskimi frizi in s številnimi arhitekturnimi elementi (stebrički s kapiteli itd.) daje vtis moderne benediktinske arhitekture. Fasada je razdeljena na tri pasove. V spodnjem je stebriščni vhod s tremi arkadami. V srednjem delu rozeta. Najvišji del pa je trikotno čelo z romanskim frizom ter trifornim oknom. Prav tako mogočna je notranjost cerkve, na pevskem koru so ene največjih orgel na Goriškem. Leta 1942 sta slovenska akademska slikarja Avgust Černigoj in Zoran Mušič poslikala vso cerkev.
Goriška nadškofijska sinoda je marca leta 1941 cerkev proglasila za božjepotno, oktobra pa za baziliko.

## Drežniški pust
V Drežnici velja poseben fantovski običaj, ki se začne zadnjo soboto v letu, ko se sprejema mlade fantiče (mule) med fante. Delo opravlja fantovščina, to je vaška organizacija s svojim predsednikom in tajnikom, blagajnikom in je stroga domena samo neporočenih fantov. Na novega leta dan mora mladi fant s pušljem na prsih k obhajilu in ofru - nabirki pri sveti maši, tako da lahko vsi vidijo, da je pristopil k fantovščini. Od novega leta do februarja, do pusta, se nato naznanja pusta s povorkami ob polnoči z zvonci in nabijanjem po plehih. Fant si mora stesati novo leseno masko, ki je značilnost Drežnice. Prvo leto je mladi fant vedno za ta grdega. Na pustno soboto se vsi nastopajoči zberejo v vaški gostilni, kjer se našemijo in v sprevodu odidejo skozi vas. Pustni sprevod vodi vodič, sledi mu harmonikar, za njim dva ali trije pari ta lepih, nato ta stara dva in potem pisana druščina cigajnarjev, rezjan, loterija, pustni dohtar, hudič, petelinar, ta debeli in drugi in na koncu ta grdi s kuhinjo - vozičkom, v katerem zažgejo seno, da se čim bolj kadi. Na nedeljo se pobere smeti in se počisti vas. Na pustni torek se uprizori sojenje pustu, po usmrtitvi se ga odnese v vaško gostilno, kjer leži na parah in ga je treba paziti, da ga ne ukradejo. Opolnoči se ga z zadnjo povorko, na kateri se zvoni samo z zvonci, pospremi skoz vas in zažge.

## Potres v Posočju
12. julija 2004 in 12. aprila 1998 sta bila v Posočju močna potresa, ki sta poškodovala številne objekte v Drežnici in okolici. Več poškodovanih objektov je bilo leta 2004, saj je bil epicenter potresa v Krnskem pogorju.

## Izleti v okolico
Drežnica je izhodišče za celo vrsto manj in bolj zahtevnih izletov in gorskih tur in ogled vrste zanimivih slapov (Krampež, Sopot).
V 1 km oddaljenem Koseču se začne krožna pot, na kateri so na ogled Koseška korita s slapovi na potoku Stopnik, kanjon potoka Brusnik in cerkvica sv. Justa.
Na poti do vasi je v krajšem sprehodu skozi Magozd dosegljiv slap Kozjak.
Za planinsko turo na Krn si pohodnik lahko izbere zelo zahtevno pot Silva Korena z direktnim izstopom pri Gomiškovem zavetišču (4 ure 30 min) ali lažjo pot okoli Kožljaka (5-6 ur) ali zahtevno zahodno drežniško smer mimo bivaka na Črniku (5 ur).
Iz Drežnice pelje edina markirana planinska pot na greben Polovnika, na Krasji vrh preko planine Zaprikràj (3 ure 30 min), kjer je na ogled polno ostankov iz prve svetovne vojne.
- Sopot
- Krampež
- Stopnik1
- Stopnik2
- Brusnik